# 1919 en journalisme
Cet article présente les faits marquants de l’année 1919 en journalisme.

## Évènements
- Création à Jérusalem du journal Haaretz.

## Naissance
- 7 avril : Roger Lemelin, un écrivain et journaliste québécois.
- 13 avril : Roland Gaucher, un journaliste français.
- 21 juin : Gérard Pelletier, un journaliste, homme politique et diplomate canadien.
- 1er août : André Desthomas, un journaliste français.